# Де Башарети де Бопюи, Мишель Арман
Мишель Арман де Башарети де Бопюи (фр. Armand-Michel Bacharetie de Beaupuy; 1755—1796) — французский генерал времён Великой революции.

## Биография

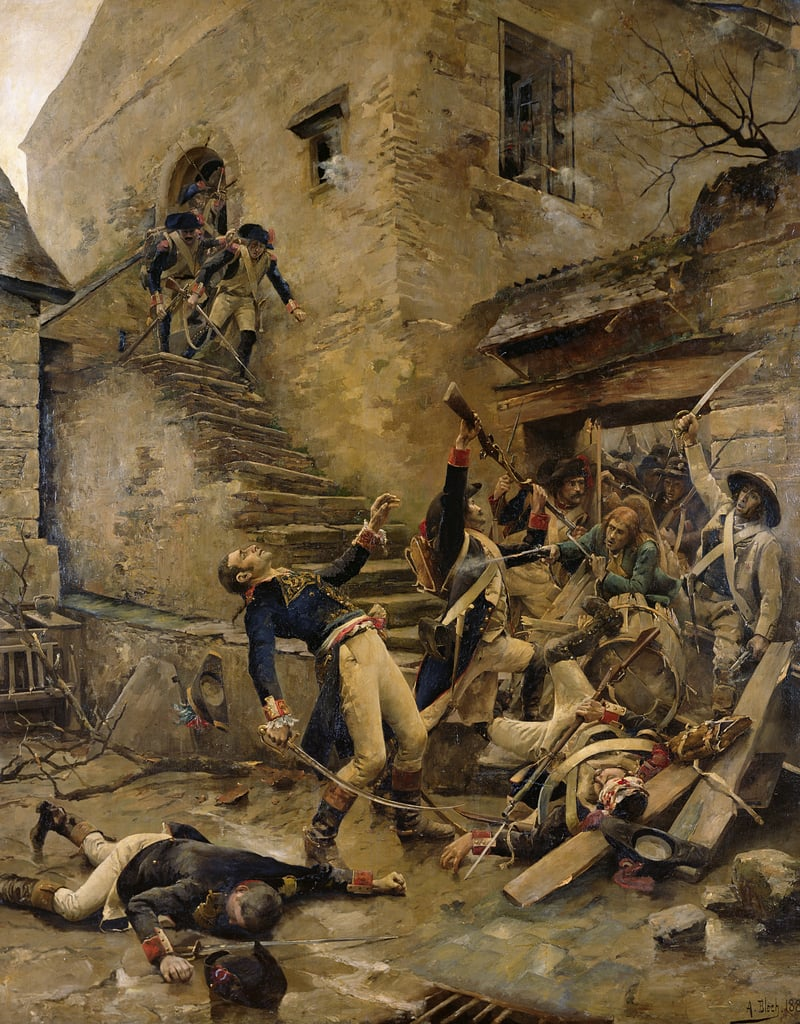
Александр Блох.
Гибель генерал Бопюи.

Мишель Арман де Башарети де Бопюи родился 14 июля 1755 года в местечке Мюссидан в регионе Аквитания, департамента Дордонь; происходил из дворян Перигора.
В возрасте 16 лет он поступил на службу в качестве простого солдата в армии короля, а уже два года спустя получил звание лейтенанта. Служил во времена Первой французской республики и отличился в ряде сражений на Рейне.
В 1793 году участвовал в осаде Майнца (см. Осада Майнца (1793)) и тогда же был назначен его комендантом, но летом того же года был вынужден сдать город.
После почетной капитуляции гарнизона сражался в Вандее, участвовал в битве при Шоле.
Особенно прославился командуя арьергардом во время достопамятного отступления генерала Жана Виктора Моро из Баварии на Шварцвальд и был убит пушечным ядром 19 октября 1796 года в битве при Эмендингене (Сражение при Антрамме).